# Annemarie Suckow von Heydendorff
Annemarie Suckow von Heydendorff (* 21. März 1912 in Mediasch als Annemarie Conrad von Heydendorff, Siebenbürgen; † 21. April 2007 in Bonn) war eine deutsche Bildhauerin.

## Leben

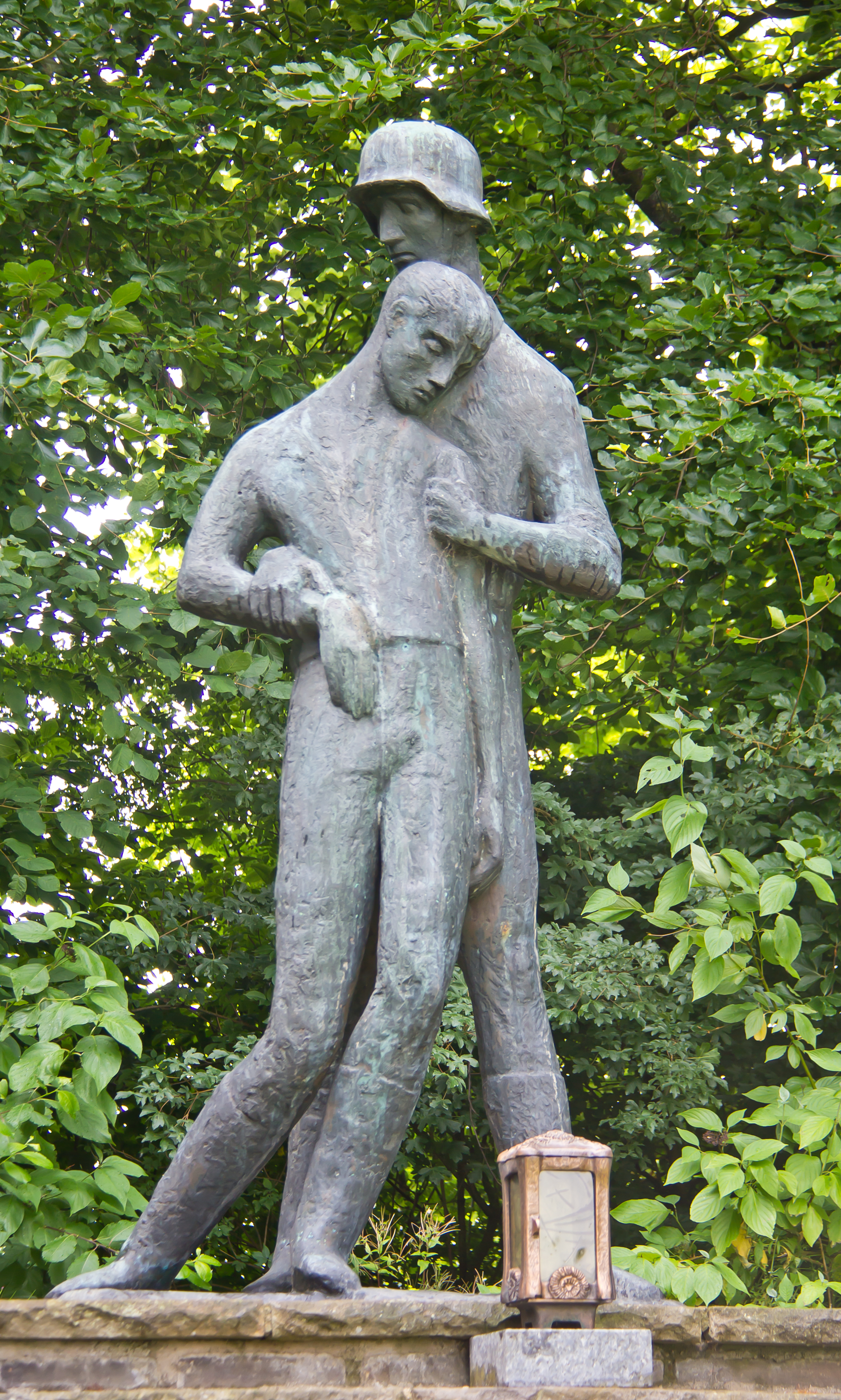
Mahnmal für die 116. Panzer-Division der Wehrmacht (Windhund-Division) neben dem Ehrenfriedhof Vossenack

Als Tochter des nach Bukarest eingesiedelten Unternehmers Karl Conrad von Heydendorff besuchte Annemarie v. Heydendorff die humanistischen Gymnasien in Mediasch, Hermannstadt und Bukarest und belegte Kurse an der Hermannstädter Handelsschule. Da sie ursprünglich Gebrauchsgraphikerin werden wollte, besuchte sie die Berliner Schule Reimann. Ein Lehrer entdeckte dort ihre Begabung für das plastische Gestalten. So kehrte sie nach Bukarest zurück, um sich an der Kunstakademie Bukarest bei Oscar Han ausbilden zu lassen. 1935 bestand sie ihr Examen als akademische Bildhauerin mit Auszeichnung. Wenig später mit dem Rechtsanwalt Hermann Suckow verheiratet, ging sie mit ihm in seine ostpreußische Heimat. In Allenstein kamen drei Töchter zur Welt.
In der Zeit des Nationalsozialismus war sie Mitglied der Reichskammer der bildenden Künste und u. a. 1942 auf der Großen Deutschen Kunstausstellung in München mit einem Mädchenakt (Holz) vertreten.
Annemarie Suckow schuf zahlreiche Porträts und Kleinplastiken aus Ton oder Bronze. Ihr Entwurf des Märchenbrunnens am Fischmarkt in Allenstein wurde mit dem Ersten Preis ausgezeichnet. Als ihr Mann an der Front kämpfte, floh sie im Unternehmen Hannibal mit den drei Töchtern von Pillau über Swinemünde, Greifswald und die Finkhaushallig Koog nach Westdeutschland. In Neumünster fand sie 1947 mit ihrem aus der englischen Kriegsgefangenschaft entlassenen Mann wieder zusammen.
1948 übersiedelte die Familie ins Rheinland. Hermann Suckow gründete eine Anwaltskanzlei, seine Frau erhielt bald Aufträge für plastische Arbeiten. So schuf sie Büsten von Persönlichkeiten der jungen Bundesrepublik Deutschland, unter anderem von Elisabeth Schwarzhaupt, Wilhelm Daniels, Ottomar Schreiber, Carl Reiser, Hans Dahs, Gerhard Neumann und Elsa Reger (Max Regers Witwe). 1966 schuf sie in Vossenack ein Ehrenmal für die Soldaten der 116. Panzerdivision, die in der Schlacht im Hürtgenwald gefallen waren.
Ihre Werke wurden in Deutschland und in Frankreich, Spanien, Belgien, Österreich und Siebenbürgen ausgestellt. Das Ministerium für Arbeit, Integration und Soziales des Landes Nordrhein-Westfalen, das Kunstforum Ostdeutsche Galerie und die Städte Frankfurt am Main und Delmenhorst kauften Großplastiken von ihr, die Flucht und Vertreibung darstellen.

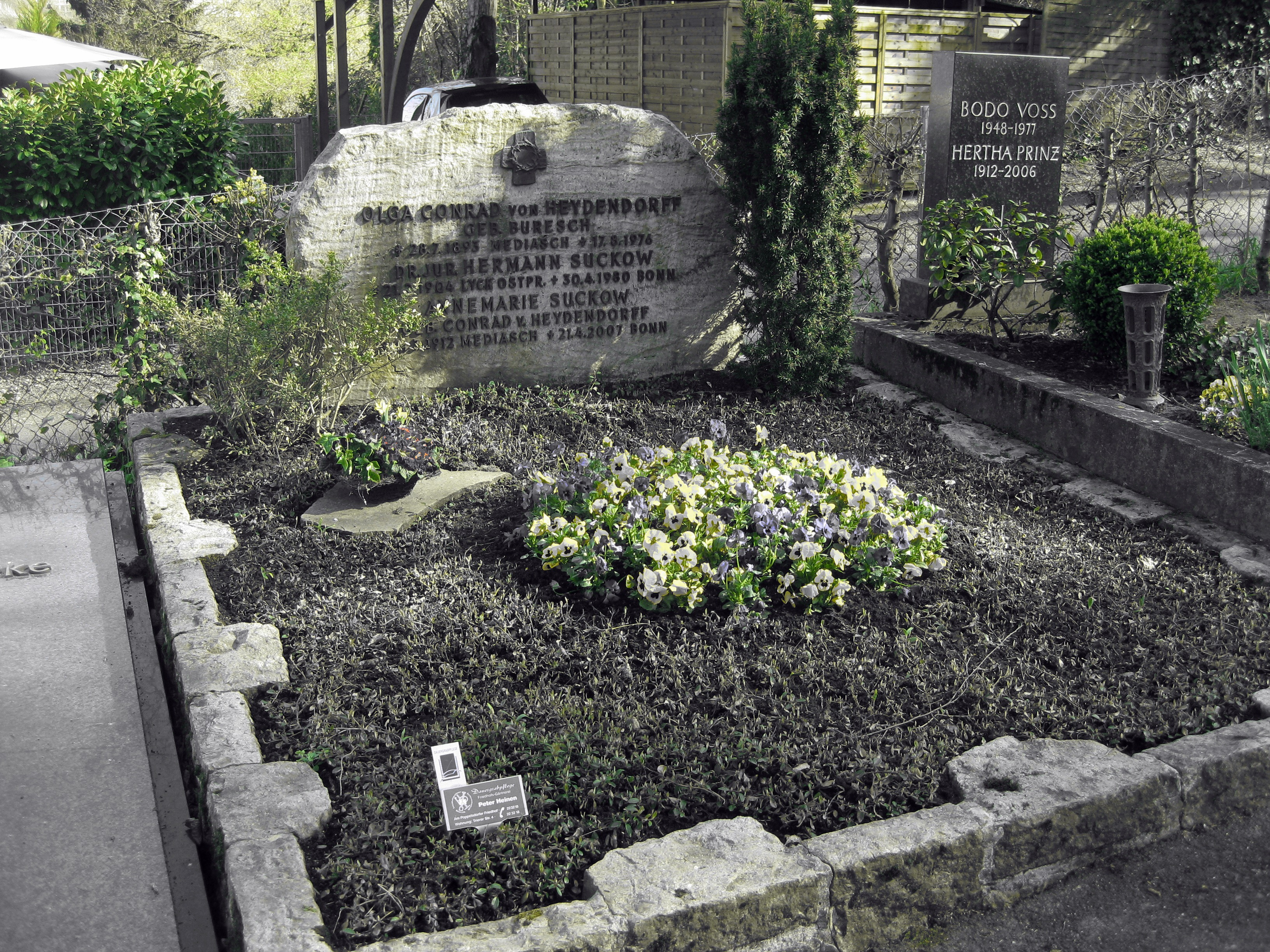
Grabstätte auf dem Poppelsdorfer Friedhof in Bonn (2012)

Bei einer Augenoperation erblindet, musste sie die Bildhauerei aufgeben. Einen Monat nach ihrem 95. Geburtstag starb sie in Bonn.

## Ehrungen
- Kulturpreis der Landsmannschaft Ostpreußen (1973)
- Siebenbürgisch-Sächsischer Kulturpreis (1976)